# Liste du patrimoine mondial au Sri Lanka
Cet article recense les sites inscrits au patrimoine mondial au Sri Lanka.

## Statistiques
Le Sri Lanka accepte la Convention pour la protection du patrimoine mondial, culturel et naturel le 6 juin 1980. Les premiers sites protégés sont inscrits en 1982.
En 2013, le Sri Lanka compte 8 sites inscrits au patrimoine mondial, 6 culturels et 2 naturels. 
Le pays a également soumis 4 sites à la liste indicative, culturels.

## Listes

### Patrimoine mondial
Les biens sri-lankais suivants sont inscrits au patrimoine mondial en 2025.
| Id.  | Bien                                         | Province(s)       | Année | Superficie (ha) | Critères et notes | Coordonnées                                                                 | Illus. |
| ---- | -------------------------------------------- | ----------------- | ----- | --------------- | --- | --------------------------------------------------------------------------- | ------ |
| 201  | Cité historique de Polonnaruwa               | Centre-Nord       | 1982  |                 | Culturel, (i), (iii), (vi) | 7° 54′ 58″ N, 81° 00′ 04″ E                                                 |        |
| 1203 | Hauts plateaux du centre de Sri Lanka        | Centre            | 2010  | 56 844          | Naturel, (ix), (x) 3 sites : - Aire protégée de Peak Wilderness - Parc national de Horton Plains - Forêt de conservation des Knuckles (Monts Knuckles).         | 6° 48′ 47″ N, 80° 29′ 04″ E 6° 48′ N, 80° 48′ E 7° 27′ 09″ N, 80° 48′ 08″ E |        |
| 405  | Réserve forestière de Sinharaja              | Sabaragamuwa, Sud | 1988  | 8 864           | Naturel, (ix), (x) | 6° 25′ 01″ N, 80° 30′ 00″ E                                                 |        |
| 561  | Temple troglodyte de Rangiri Dambulla        | Centre            | 1991  |                 | Culturel, (i), (vi) La désignation du site, à l'origine Temple d'Or de Dambulla, est modifiée lors de la 43ème session du Comité du patrimoine mondial en 2019. | 7° 51′ 25″ N, 80° 38′ 56″ E                                                 |        |
| 451  | Vieille ville de Galle et ses fortifications | Sud               | 1988  |                 | Culturel, (iv) | 6° 01′ 16″ N, 80° 13′ 08″ E                                                 |        |
| 202  | Ville ancienne de Sigirîya                   | Centre            | 1982  |                 | Culturel, (ii), (iii), (iv) | 7° 57′ N, 80° 45′ E                                                         |        |
| 450  | Ville sacrée de Kandy                        | Centre            | 1988  |                 | Culturel, (iv), (vi) | 7° 17′ 38″ N, 80° 38′ 24″ E                                                 |        |
| 200  | Ville sainte d'Anuradhapura                  | Centre-Nord       | 1982  |                 | Culturel, (ii), (iii), (vi) | 8° 19′ 59″ N, 80° 22′ 59″ E                                                 |        |

### Liste indicative
Les biens suivants sont proposés sur la liste indicative du Sri Lanka en 2025.  Les noms fournis par le Sri Lanka sont en anglais : les traductions en français sont données ici à titre indicatif.
| Id.  | Bien                                                                       | Province(s)             | Année | Critères et notes | Coordonnées | Illus. |
| ---- | -------------------------------------------------------------------------- | ----------------------- | ----- | --- | --- | ------ |
| 6454 | Ancienne Viharaya Ariyakara dans la réserve archéologique de Rajagala (en) | Est                     | 2020  | Culturel, (i), (iii), (iv) | 7° 29′ 24″ N, 81° 36′ 58″ E |        |
| 6774 | Monastères de méditation bouddhistes du Sri Lanka antique                  | Centre-Nord, Nord-Ouest | 2024  | Culturel, (ii), (iv), (v) Quatre monastères : Arankale, Maligatenna (en), Manakanda et Ritigala (en) | 7° 38′ 38″ N, 80° 25′ 01″ E 7° 45′ 43″ N, 80° 25′ 26″ E 8° 07′ 16″ N, 80° 32′ 28″ E 8° 07′ 01″ N, 80° 39′ 58″ E |        |
| 5531 | Seruvila à Sri Pada, ancienne route de pèlerinage le long de la Mahaweli   | Centre, Est, Nord       | 2010  | Culturel, (ii), (iii), (vi) La proposition comprend 23 sites distincts, regroupés en 11 lieux : Seruvila, Trinquemalay, Somawathiya (en), Polonnâruvâ, Mahiyangana (en), Teldeniya (en), Kundasale (en), Katugastota (en), Kandy, Gampola, Sri Pada | 8° 22′ 16″ N, 81° 19′ 12″ E 8° 35′ 31″ N, 81° 11′ 46″ E 8° 07′ 16″ N, 81° 10′ 08″ E 7° 56′ 49″ N, 81° 00′ 04″ E 7° 19′ 16″ N, 80° 59′ 28″ E 7° 19′ 05″ N, 80° 44′ 38″ E 7° 16′ 37″ N, 80° 41′ 10″ E 7° 18′ 58″ N, 80° 37′ 16″ E 7° 17′ 38″ N, 80° 38′ 28″ E 7° 10′ 05″ N, 80° 34′ 26″ E 6° 48′ 36″ N, 80° 29′ 56″ E |        |
| 5083 | Seruvila Mangala Raja Maha Vihara                                          | Est                     | 2006  | Culturel, (ii), (v) | 8° 22′ 01″ N, 81° 19′ 01″ E |        |